# Крипта на двореца Врана
Царското гробище на двореца Врана се намира в парка и криптата на двореца Врана.

## История
Първото царско погребение в двореца Врана се извършва през 1946. След като първоначално е погребан в Рилския манастир тленните останки на цар Борис III са пренесени в двореца Врана. Цар Борис III е погребан в парка на двореца. Царица Йоанна, вдовицата на цар Борис III, построява параклис над гроба му. След като царското семейство напуска България параклиса е предаден на Българската Православна Църква, но се използва за склад за инструменти от комунистическата власт. По нареждане на Георги Димитров параклиса е изчистен и заключен. По нареждане на Вълко Червенков през 1954 тленните останки са изкарани а параклиса взривен.

## Параклис
Параклиса „Св. цар Борис и св. Йоан Рилски“ се намира в двореца Врана. Осветен е на 15 май 1914 г. от митрополит Партений в съслужение с духовенство и при молитвеното участие на цар Фердинанд I, царица Елеонора, князете Борис и Кирил, княгините Евдокия и Надежда, на митрополит Василий, духовният наставник на престолонаследника и дворцовата свита.
На 14 юни 2017 г., по повод 80-та годишнина на цар Симеон II, за първи път от 14 септември 1946 г., Негово Светейшество патриарх Неофит I и синодалните митрополити отслужи благодарствен молебен и донесе изнесената през 1947 година олтарна икона на Св. цар Борис Покръстител, поднесена от името на цялото българско православно духовенство при миропомазването на княз Борис Търновски през 1896 г.
Криптата на двореца Врана се намира под параклиса „Св. цар Борис и св. Йоан Рилски“.

## Парк
Погребани в парка: 
- цар Борис III (1946 – 1954)

## Крипта
Погребани в криптата:
- княз Кардам Търновски (2024)
- цар Фердинанд I (2024)